# Lillemor Lind
Thrayambaka Lillemor Lind, tidigare Lillemor Birgitta Lind, under en tid Evaldsson, ogift Jansson, född 3 december 1938 i Bromma församling i Stockholm, är en svensk musiker, sångerska och viskompositör. Hon bor i Stjärnsund i Dalarna.
Lind var 1974 bosatt i Dådran och senare i Svärdsjö och Bingsjö. Hon bedrev vid sidan av verksamheten som sångerska forskning om Dalarnas viskultur. Hennes intresse för främmande musikkulturer ledde henne till resor till bland annat Balkanhalvön och Främre Orienten och hon hade även stort intresse för latinamerikansk musik. Hon hade också den egna radioserien "Världen är full av sånger". År 1972 samarbetade hon med Greta Lindholm i föreställningen "Ringar på vattnet".
Utöver hennes egna album, utgivna i samarbete med musiker som Pers Hans Olsson, Ove Karlsson, Roland Keijser och Anders Rosén, har Lind medverkat på kvinnoskivan "Tjejclown" (1974) och flera samlingsalbum. Hon har också tonsatt dikter av Sonja Åkesson, vilka på skiva framförts av Ulla Sjöblom och Lena Ekman.
Hon var 1958–1967 gift med civilingenjören Göran Lind (1934–1982) och 1975–1994 med Oscar Evaldsson (född 1942).

## Diskografi i eget namn
- Så draga vi upp till Dalom igen (Prophone 1975)
- Hjortronblom och kärleksört  (Prophone 1978)